# Аа-лава
Аа-лава (гав. ʻAʻā) — лавовый поток, разорванный на отдельные части (обломки) с неровной шлаковой поверхностью. Он представляет собой гавайский тип глыбовой (блоковой) лавы. Поток мощностью 4—5 метров, поверхность которого сложена наполовину спёкшимися обломками менее 1,5 метра в поперечнике со сморщенными краями.

## Описание
Лава аа типична для базальтов c средней или малой вязкости и встречается совместно, иногда в одном излиянии с потоками волнистой лавы (более горячей и гладкой лавы Пахойхой (вар.: лава пахоэхоэ или канатная лава), отличаясь от неё большей мощностью. От типичных глыбовых лав она отличается меньшими размерами обломков и неровной их поверхностью, а от санторианской лавы — меньшей разобщённостью обломков и большим их спеканием. 
Аа-лава характерна для Гавайских островов и Исландии.

## Термин

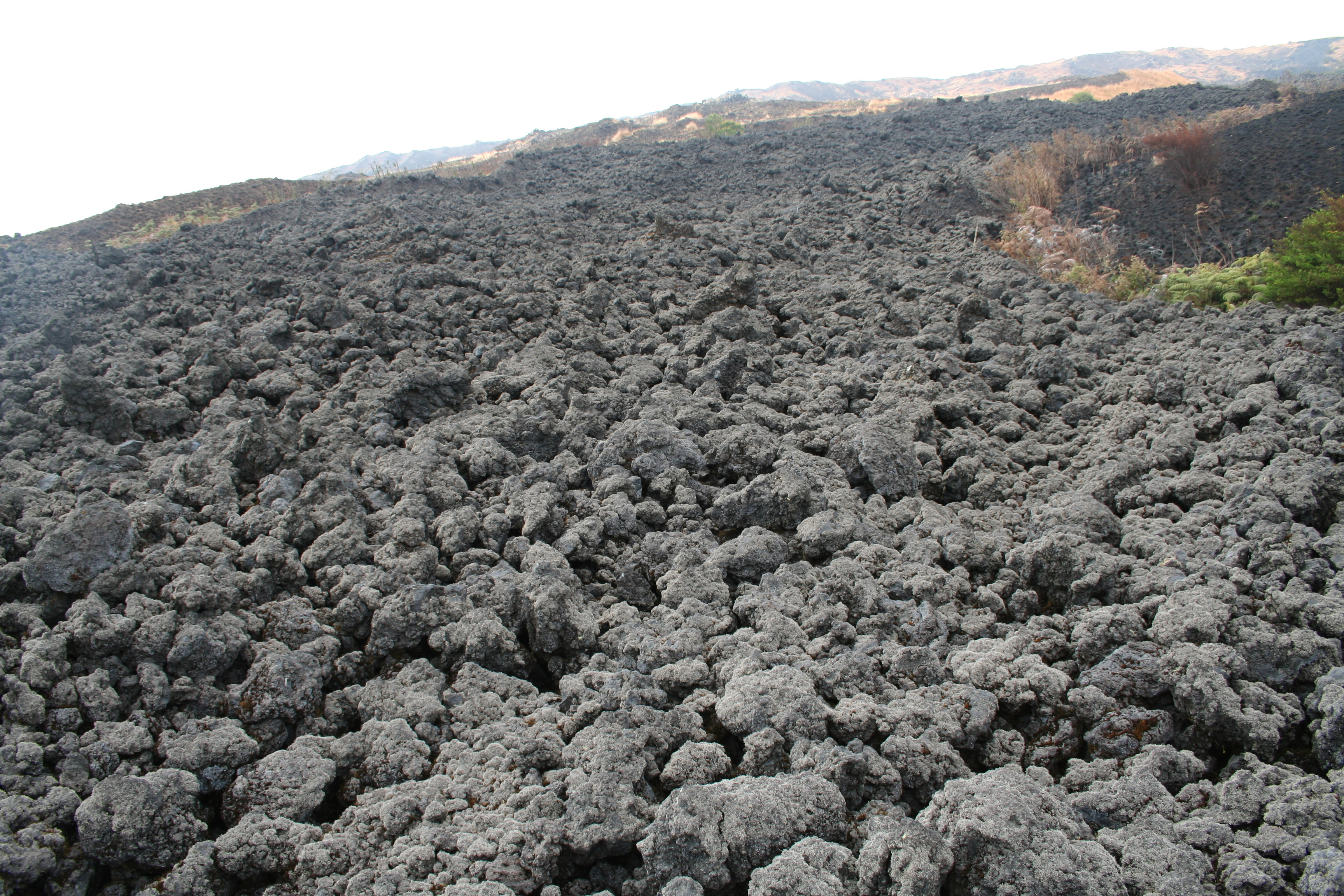
Застывший поток аа-лавы

Аа — местный гавайский термин, обозначающий острую комковатую лаву, «по которой невозможно ходить босиком».
В 1883 году гавайский термин ввёл в научную литературу американский геолог Кларенс Даттон (1841—1912).

### Синонимы
- Шлаковые поля лавы (Clinker fields, 1849) — по Д. Дана[4].
- Обломочная лава или шлаково-глыбовая лава — по Риттману (Rittmann, 1960).
- Афролит — Джаггар (Jaggar, 1917).
- Анальхраун — местное название на острове Исландия.